# Quadrangles de Io
Pour les articles homonymes, voir Quadrangle (homonymie).
Io a été divisé en 15 quadrangles.
| Nom         | Numéro | Latitude      | Longitude    |
| ----------- | ------ | ------------- | ------------ |
|             | Ji1    | 65 à 90° N    | 0 à 360° W   |
| Ruwa Patera | Ji2    | 21 à 66° N    | 0 à 90° W    |
|             | Ji3    | 21 à 66° N    | 90 à 180° W  |
|             | Ji4    | 21 à 66° N    | 180 à 270° W |
|             | Ji5    | 21 à 66° N    | 270 à 360° W |
|             | Ji6    | 22° N à 22° S | 0 à 72° W    |
|             | Ji7    | 22° N à 22° S | 72 à 144° W  |
|             | Ji8    | 22° N à 22° S | 144 à 216° W |
|             | Ji9    | 22° N à 22° S | 216 à 288° W |
|             | Ji10   | 22° N à 22° S | 288 à 360° W |
|             | Ji11   | 21 à 66° S    | 0 à 90° W    |
|             | Ji12   | 21 à 66° S    | 90 à 180° W  |
|             | Ji13   | 21 à 66° S    | 180 à 270° W |
|             | Ji14   | 21 à 66° S    | 270 à 360° W |
|             | Ji15   | 65 à 90° S    | 0 à 360° W   |